# Chingas (distrito)
Chingas é um distrito peruano localizado na Província de Antonio Raymondi, departamento Ancash. Sua capital é a cidade de Chingas.

## Transporte
O distrito de Chingas é servido pela seguinte rodovia:
- PE-14A, que liga o distrito de Huaraz à cidade de Rupa-Rupa (Região de Huánuco)
- AN-108, que liga a cidade de Masin ao distrito de Mirgas[2][3][4]